# Longitudproblemet

Den relativa longituden till en position (Greenwich) kan kalkyleras med hjälp av positionen hos solen och en referenstid (UTC/GMT).

Longitudproblemet handlar om svårigheten att på öppet hav bestämma ett fartygs position i öst-västlig riktning. Himlakroppars höjd över horisonten, som används för att bestämma latitud, går inte att använda direkt, då höjden är den samma på olika platser vid olika tidpunkter.

## Att bestämma longituden - ett olösbart problem?
Avsaknaden av goda metoder att bestämma longitud ledde under 1500-, 1600- och 1700-talen till många katastrofala skeppsbrott, då seglatser över oceanerna blivit vanliga. Man fick klara sig genom att utgå från en känd position nära land, och beräkna position baserad på kurs och tillryggalagd sträcka, där sträcka beräknades ur tid och hastighet (död räkning). Storbritanniens parlament utlyste 1714 ett pris för den som kunde lösa longitudproblemet. Parlamentet inrättade, samtidigt som longitudpriset instiftades, en myndighet, Board of Longitude (Longitudstyrelsen el. Longitudnämnden), som skulle administrera priset och i övrigt belöna goda idéer som bidrog till problemets lösning. Huvudpriset var indelat i tre steg:
- £10 000 för en metod att bestämma longituden på en längdgrad (60 nautiska mil/110 km mätt vid ekvatorn) när (motsv. 1,4 miljoner pund 2018)
- £15 000 för en metod att bestämma longituden på 2/3 längdgrad (40 nautiska mil/74 km mätt vid ekvatorn) när (motsv. 2,1 miljoner pund 2018)
- £20 000 för en metod att bestämma longituden på 1/2 längdgrad (30 nautiska mil/56 km mätt vid ekvatorn) när (motsv. 2,8 miljoner pund 2018).

Inledningsvis betraktade dock många problemet som olösbart, i likhet med att konstruera en evighetsmaskin eller cirkelns kvadratur, och Longitudstyrelsen kom heller inte att ha sitt första sammanträde förrän 1737.
Longituden kan bestämmas genom att jämföra lokal tid med tiden vid en känd meridian. Den lokala tiden kan man mäta genom att observera när solen står som högst eller när solen står i söder. För tiden på referensorten behövs andra metoder. Uren i början av 1700-talet var inte användbara till sjöss, men olika astronomiska lösningar hade föreslagits, såsom tidsbestämning enligt Jupiters månars förmörkelser eller månens rörelser. De föreslagna lösningarna hade dock alla problem, som gjorde dem mindre lämpliga för praktisk navigering. Jupitermånarna var alltför svåra att observera från ett gungande skeppsdäck och månens rörelser i förhållande till stjärnhimlen var dåligt kända.

## Måndistansmetoden - en astronomisk lösning

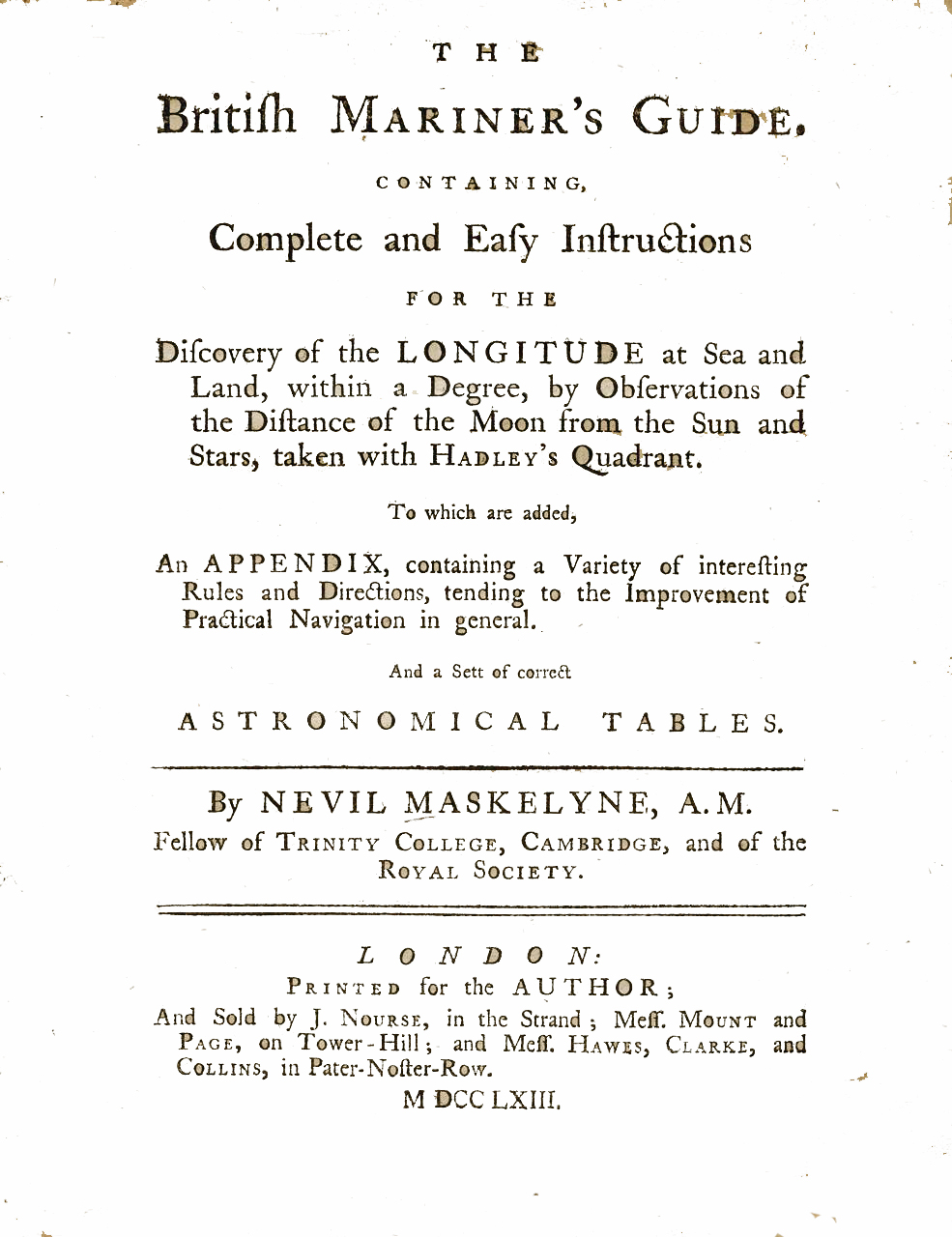
Nevil Maskelynes måndistanstabeller

Det mest lovande, att utnyttja månens bana, hindrades av att denna, trots många års mätningar ändå föreföll vara alltför oregelbunden och svår att förutsäga. År 1752 fullbordade emellertid den tyske astronomen Tobias Mayer ett tabellverk som angav månens position på himlen vid olika tidpunkter. Till sin hjälp hade Mayer haft de beräkningsmetoder som utvecklats av matematikern Leonhard Euler för att lösa det så kallade trekropparsproblemet. Mayer skickade 1755 en kopia av sina tabeller till det brittiska amiralitetet, som i sin tur bad Astronomer Royal James Bradley att kontrollera dessa. Under en längre tid kontrollerade Bradley Mayers förutsägelser och fann att dessa aldrig avvek med mer än 75 bågsekunder från månens observerade position. På förslag av Bradley provade kaptenen (sedermera amiralen) John Campbell (1720-1790) år 1757 om Mayers metod för longitudbestämning fungerade praktiskt sjöss. Av dessa prov drog Campbell slutsatsen att ett bättre vinkelmätningsinstrument behövdes - sextanten. År 1763 publicerade den brittiske astronomen Nevil Maskelyne ett tabellverk (British Mariner's Guide), där Mayers metod för att bestämma Greenwich-tiden genom mätningar av vinkelavståndet mellan månen och andra himlakroppar (med den 1757 konstruerade sextanten) beskrevs - måndistansmetoden. Metoden har en del nackdelar, dels kräver den en relativt stor noggrannhet av observatören vid vinkelmätningarna, dels går den inte att använda när himlen är molntäckt eller när månen inte är synlig, i en period omkring nymåne. Metoden kräver också relativt omfattande beräkningar för att härleda tiden från de gjorda observationerna. Genom Maskelynes förmedling publicerades 1767 en första utgåva av en officiell nautisk almanacka (efemerid), The Nautical Almanac. Denna innehöll uppgifter om måndistanser, med tabellvärdena preparerade så att behovet av komplicerade beräkningar minskade avsevärt när Greenwich-tiden skulle räknas fram. Under återstoden av 1700-talet publicerade andra forskare, som Jean-Charles de Borda (1733-1799) och Josef de Mendoza y Ríos (1761-1816) andra och förbättrade räknemetoder för att lösa de grundläggande geometriska problem som metoden använder. 
Förutom direkta mätfel vid observationerna är måndistansmetoden känslig för kalibreringsfel hos den använda sextanten, felaktigheter i beräkningsarbetet (som exempelvis otillräckliga korrektioner av de observerade värdena) och felaktigheter i värdena från de efemerider som används. Av svenska navigatörer ansåg Gustaf af Klint att måndistansmetoden ger möjligheten att bestämma longituden på 5-30 nautiska mil när, Herman Wrangel uppger dock att en erfaren navigatör bör kunna nå en noggrannhet på +- 7,5 nautiska mil. Moderna bedömare anser att en större noggrannhet än 15-20 nautiska mil, mätta vid ekvatorn, sällan kunde uppnås. Metodens stora fördel är att den kan utföras med relativt enkla och billiga hjälpmedel, en hyggligt bra sextant kostade under 1700-talets andra halva mindre än 1/20 av vad kronometrar som H4 eller K1 skulle betinga.

## Kronometermetoden - en mekanisk lösning

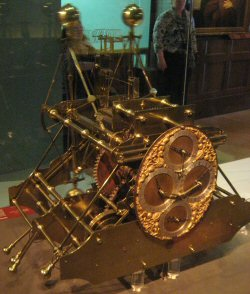
John Harrisons första skeppsur (H1 - fodralet förlorat).

Problemet löstes genom kronometern, ett ur som visade tiden tillräckligt exakt under lång tid trots sjögång, ändringar i luftfuktighet och temperatur, varierande tyngdkraft och andra störningar. John Harrison föreslog denna lösning 1730 och hade byggt en kronometer 1735 (H1). Denna var skrymmande (se bild) men visade sig ändå fungera väl under en sjöfärd tur och retur Lissabon 1736. 1737 sammanträdde Longitudstyrelsen för första gången och Harrison fick presentera sin konstruktion, men underkände denna själv. Harrison tillverkade därefter, med visst ekonomiskt stöd från Longitudstyrelsen, en rad allt mer förfinade kronometrar, samtidigt som Longitudstyrelsen i och med James Bradleys tillträde som Astronomer Royal 1742 mer och mer verkade intressera sig för astronomiska metoder, för vilka man inte behövde ny och dyr apparatur. Den fjärde kronometern (H4) godkändes 1761 för en testresa till Västindien. Med ett tidfel på fem sekunder, motsvarande ett longitudfel på drygt en nautisk mil mätt vid ekvatorn, för den resan fick Harrison halva prissumman år 1765. Mayer tilldelades också (postumt) prispengar för sina måndistanstabeller, liksom Euler, för sina beräkningsmetoder.

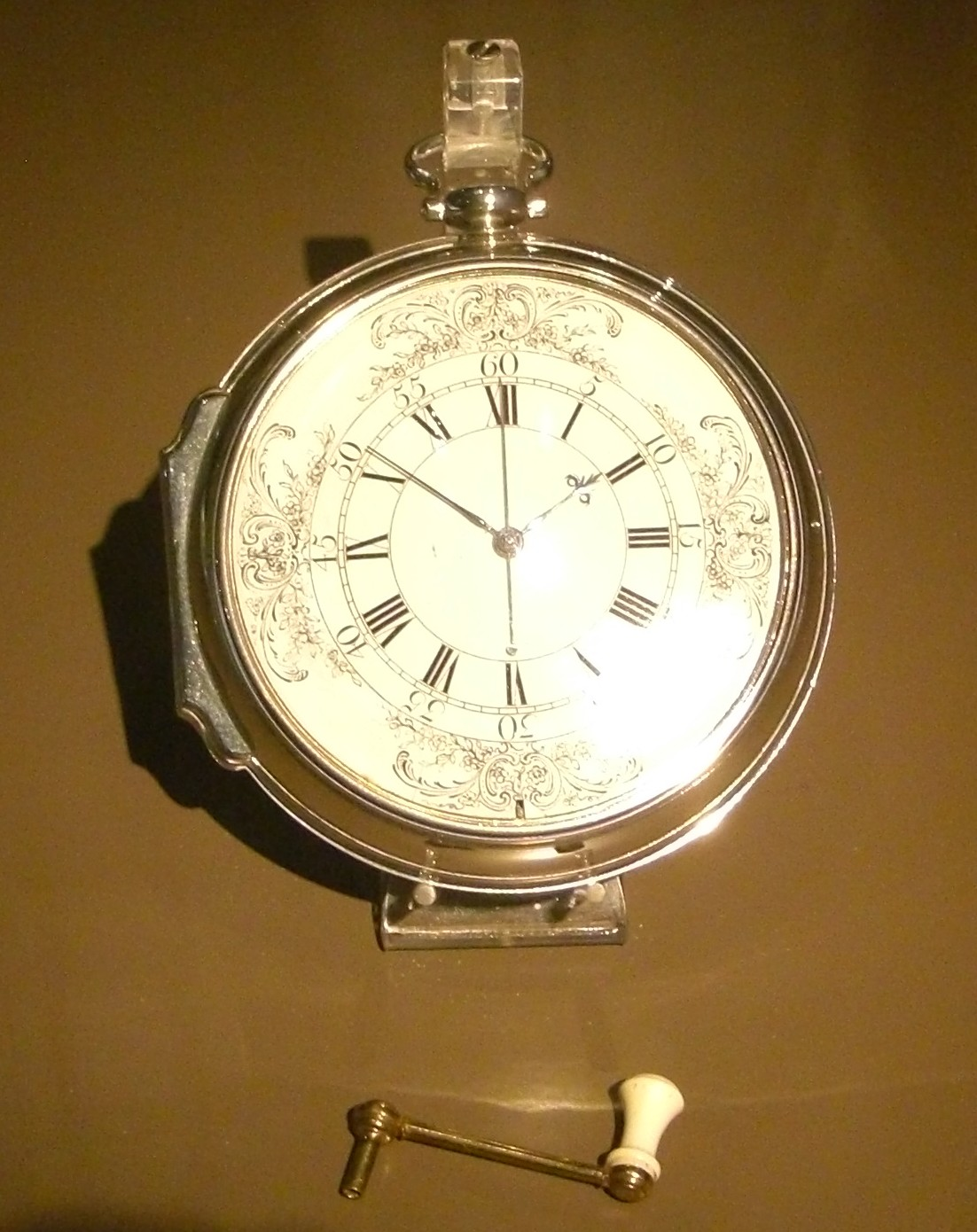
Harrisons kronometer H4

För att Harrison skulle få den andra halvan av priset krävde Longitudstyrelsen att han fullständigt beskrev hur H4 var uppbyggd och lät någon annan kopiera klockan, eftersom man i detta läge misstrodde kronometermetoden, jämfört med måndistansmetoden, och krävde dessutom ytterligare utprovning av H4. Det fanns en del rimliga argument för denna hållning. Harrisons klockor var ingenjörstekniska mästerverk, och Harrison hade med dessa visat att det gick att bygga exakta sådana. Men klockorna var mycket komplicerade, och dyra att tillverka. Urmakaren Larcum Kendall (1719 - 1790) tillverkade på Longitudstyrelsens uppdrag tre klockor, K1 - K3. K1, färdigställd 1770, var en i stort sett exakt kopia av H4 och därmed lika dyr. K2 och K3 var enklare till sin konstruktion, men brast i precision. Under tiden som H4 utsattes för ytterligare prov byggde Harrison sin femte kronometer, H5, och vädjade till kung Georg III av Storbritannien om att denne skulle låta prova ut detta ur på ett mer objektivt sätt. Genom kungens förmedling beslutade Storbritanniens parlament därefter 1773 att utbetala resterande belöning till Harrison. 
Även den brittiske urmakaren Thomas Mudge (1715 - 1794) misslyckades med att framställa kronometrar som kunde masstillverkas till ett överkomligt pris. Det blev Harrisons, Kendalls och Mudges efterföljare John Arnold (1744-1799) och Thomas Earnshaw (1749-1829) som lyckades med detta. Vid mitten av 1800-talet hade sålunda kronometermetoden i stort sett trängt undan måndistansmetoden som navigeringshjälpmedel vid resor över oceanerna, även om måndistanstabeller publicerades i The Nautical Almanac fram till 1906.

John Harrison själv, och hans son William gjorde gällande att Nevil Maskelyne avsiktligt bekämpade kronometermetoden i akt och mening att själv göra anspråk på prispengarna. Den amerikanska författarinnan Dava Sobel, som skildrat Harrisons livslånga kamp för priset i boken Longitude, upprepar samma anklagelse mot Maskelyne, men det finns egentligen inga historiska bevis för detta. Longitude finns översatt till svenska med titeln Longitud. Boken vann pris som bästa bok 1997 i Storbritannien och blev en kioskvältare. Baserat på boken gjordes också en film med samma namn som visats i svensk TV.

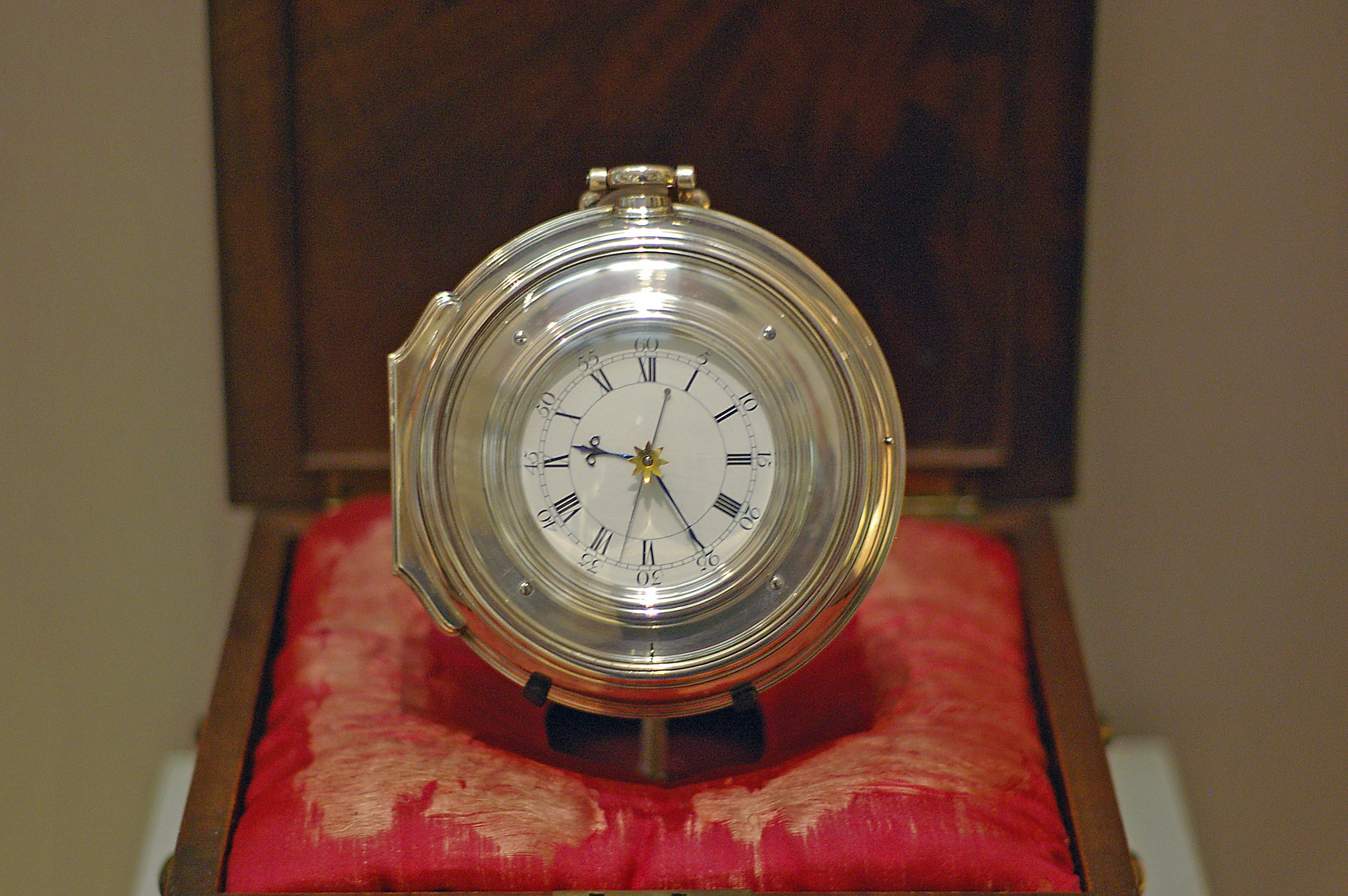
Harrisons Kronometer H5